# كيني فانس
كيني فانس (بالإنجليزية: Kenny Vance)‏ هو مغني ومنتج أسطوانات وكاتب أغاني وملحن ومغن مؤلف أمريكي، ولد في 9 ديسمبر 1943 في نيويورك في الولايات المتحدة.

## وصلات خارجية
- كيني فانس على موقع IMDb (الإنجليزية)
- كيني فانس على موقع ميوزك برينز (الإنجليزية)
- كيني فانس على موقع ديسكوغز (الإنجليزية)
- كيني فانس على موقع قاعدة بيانات الفيلم (الإنجليزية)